# Ripley's Believe It or Not!
Ripley's Believe It or Not! (Nederlands: Ripleys geloof het of niet!) is de naam van een Amerikaanse franchise-organisatie die is opgericht door Robert Ripley. Ripley's Believe It or Not! Kent meerdere kunst- en rariteitenkabinetten over de gehele wereld en is inmiddels te vinden in verscheidende media. De hele onderneming staat in het teken van Robert Ripleys verzameling. Tijdens zijn vele reizen verzamelde hij allerlei objecten. Echter is een deel van de objecten in de musea een replica van het origineel. Een aantal van de museumlocaties bevinden zich in gebouwen met een excentriek en opvallend uiterlijk.
De organisatie is ook de uitgever van (speel- en televisie-)films, boeken, stripverhalen, posters en games.

## Locaties musea

### Huidige locaties
| Locatie           | Afbeelding |
| ----------------- | ---------- |
| New York          |            |
| Niagara Falls     |            |
| Atlantic City     |            |
| Amsterdam         |            |
| Kopenhagen        |            |
| Hollywood         |            |
| Blackpool         |            |
| Orlando           |            |
| Bangalore         |            |
| San Francisco     |            |
| Pattaya           |            |
| Baltimore         |            |
| Key West          |            |
| Mexico-Stad       |            |
| Surfers Paradise  |            |
| Toronto           |            |
| Grand Prairie     |            |
| St. Augustine     |            |
| Ocean City        |            |
| Panama City Beach |            |

### Voormalige locaties
| Locatie  | Afbeelding |
| -------- | ---------- |
| Londen   |            |
| Hongkong |            |
| El Paso  |            |

## Verzameling
De volgende objecten en taferelen kan men vinden in een van de musea.

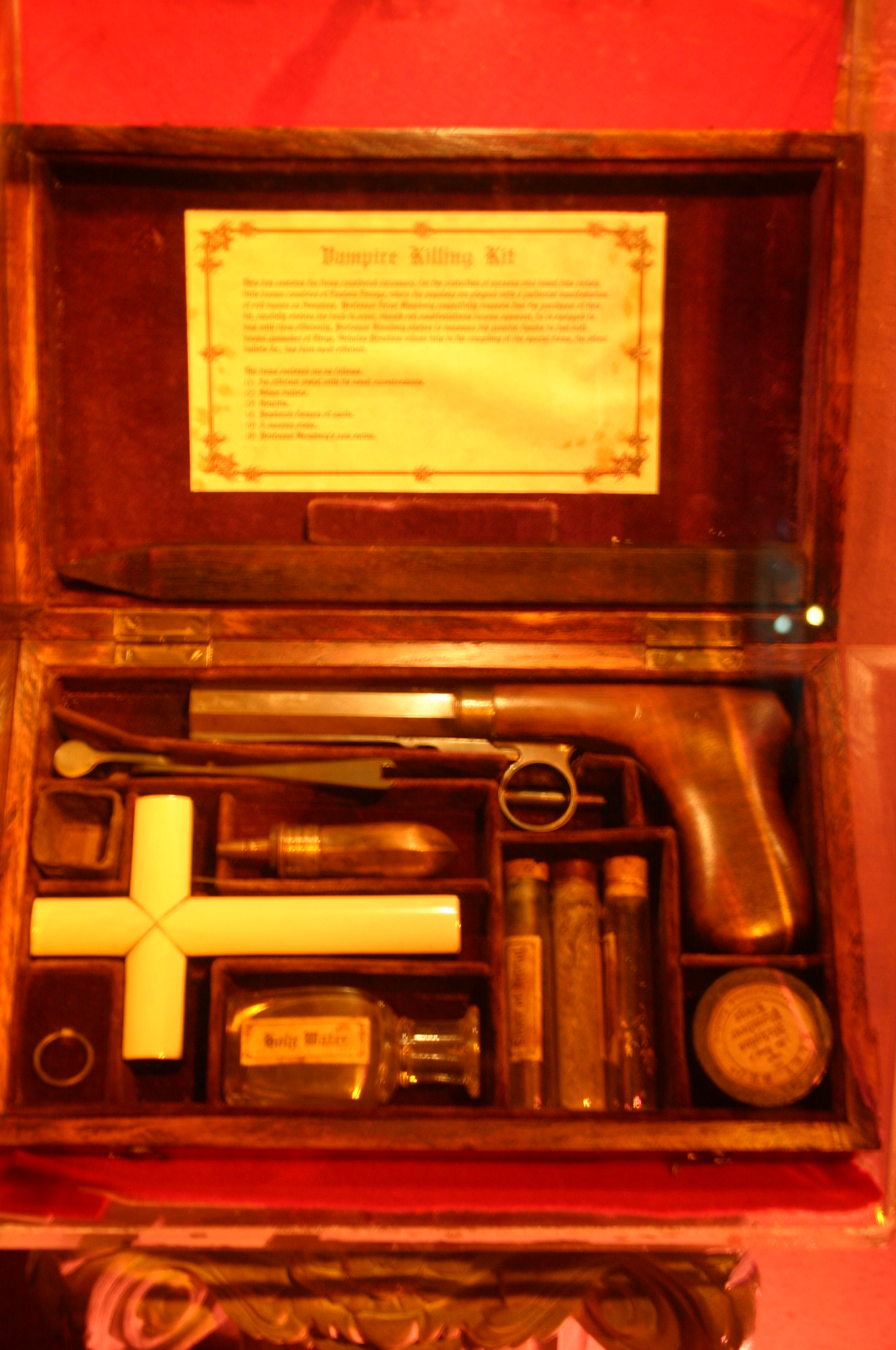
Set om vampiers te doden.
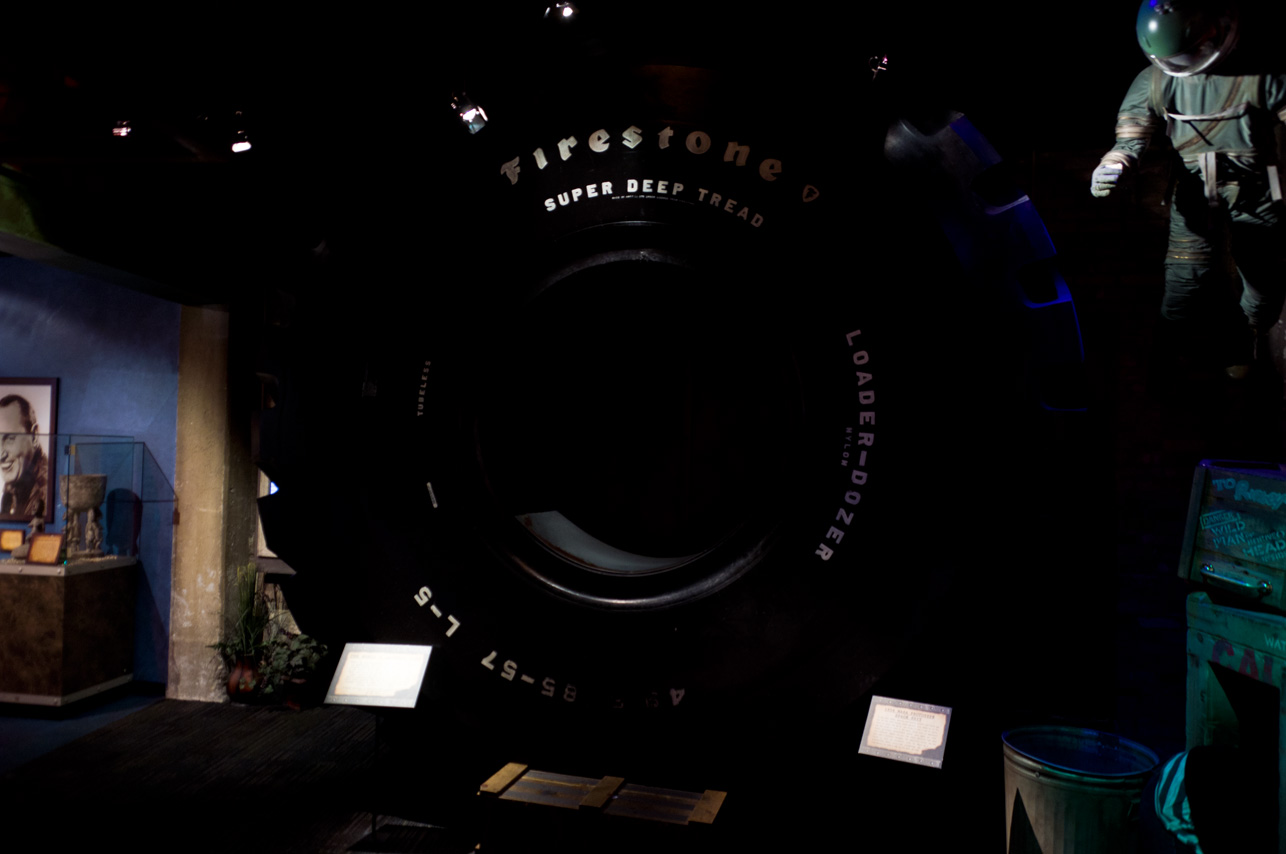
's Werelds grootste autoband.
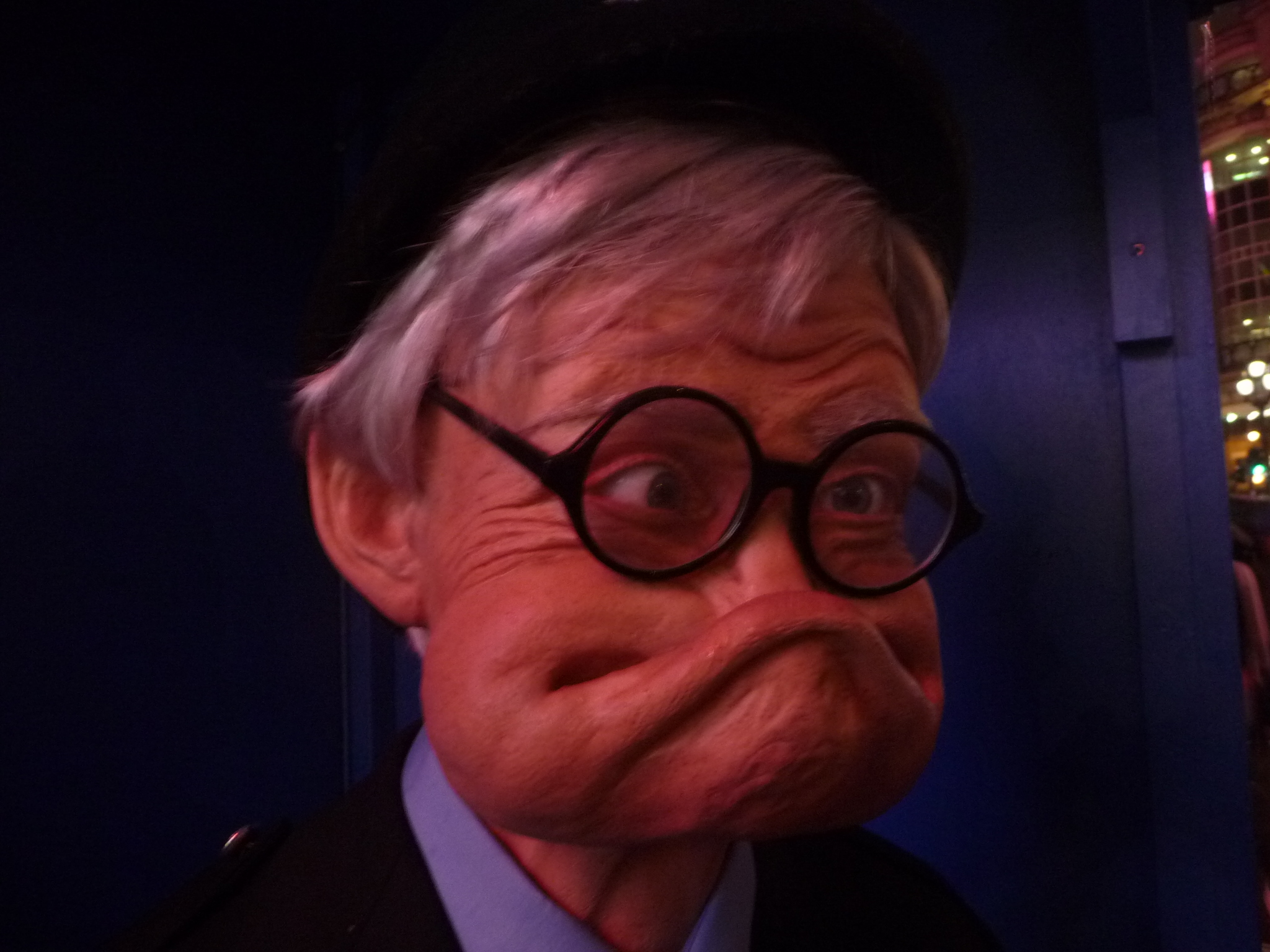
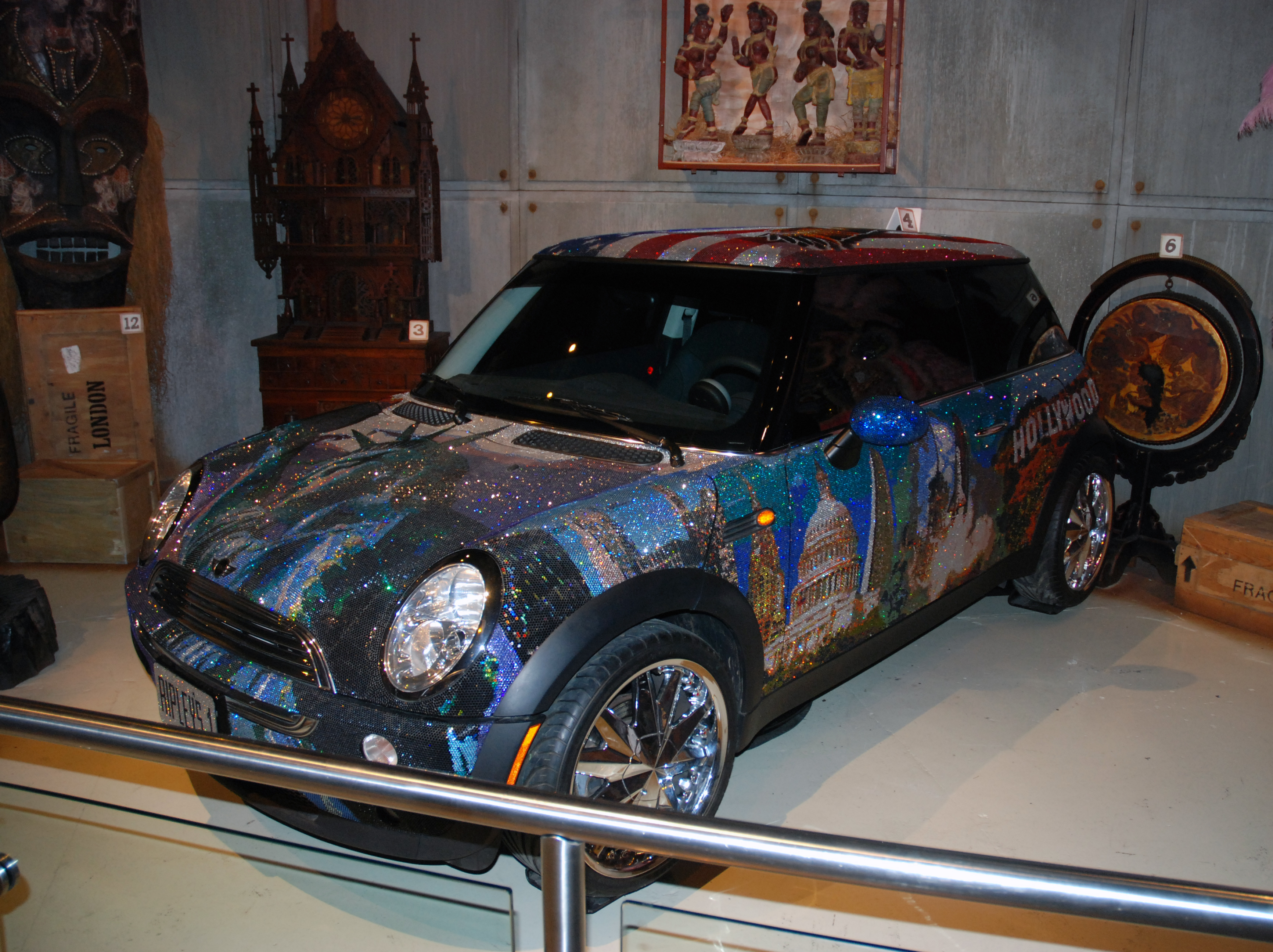
Mini in de locatie in Londen.
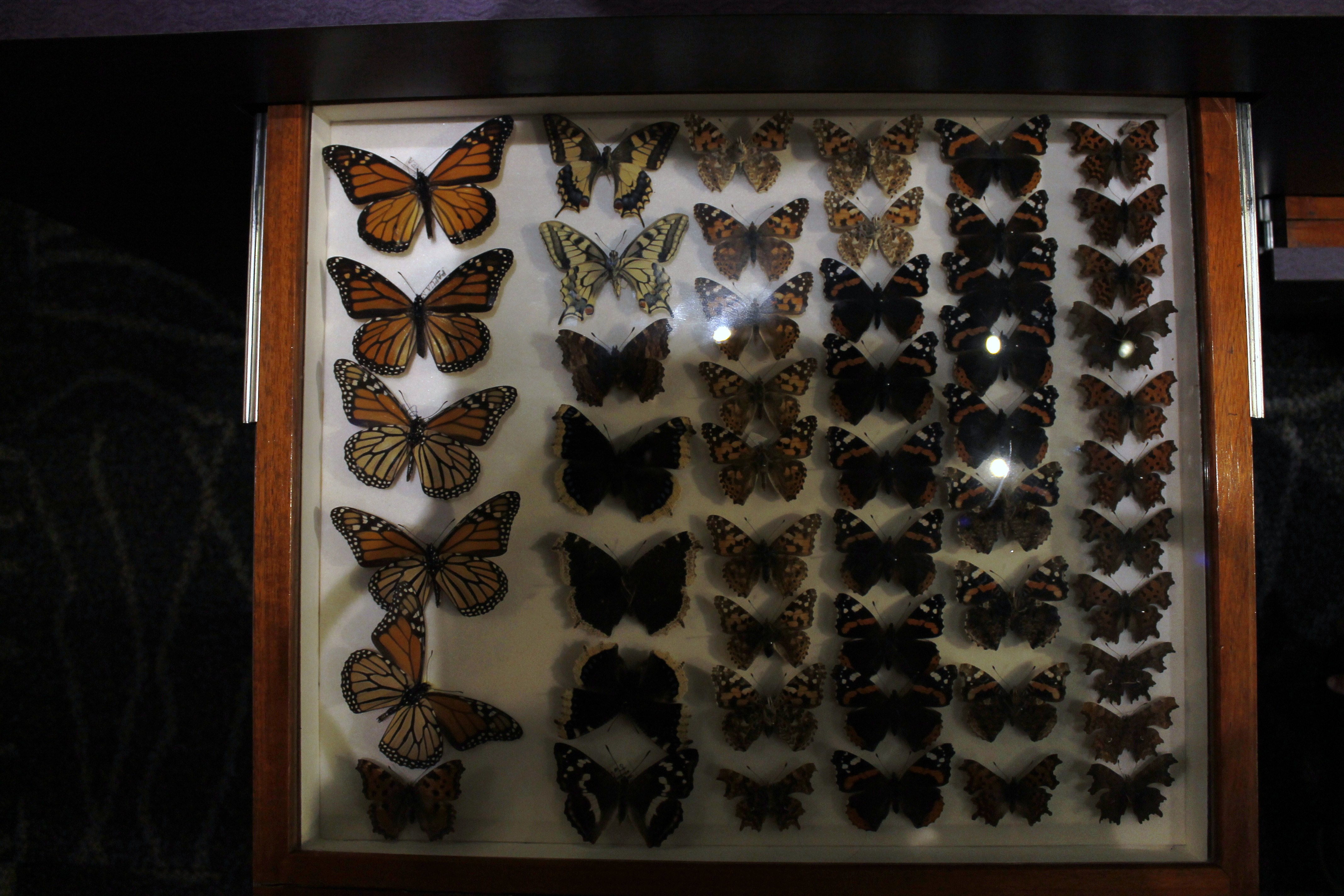
Vlinderverzameling
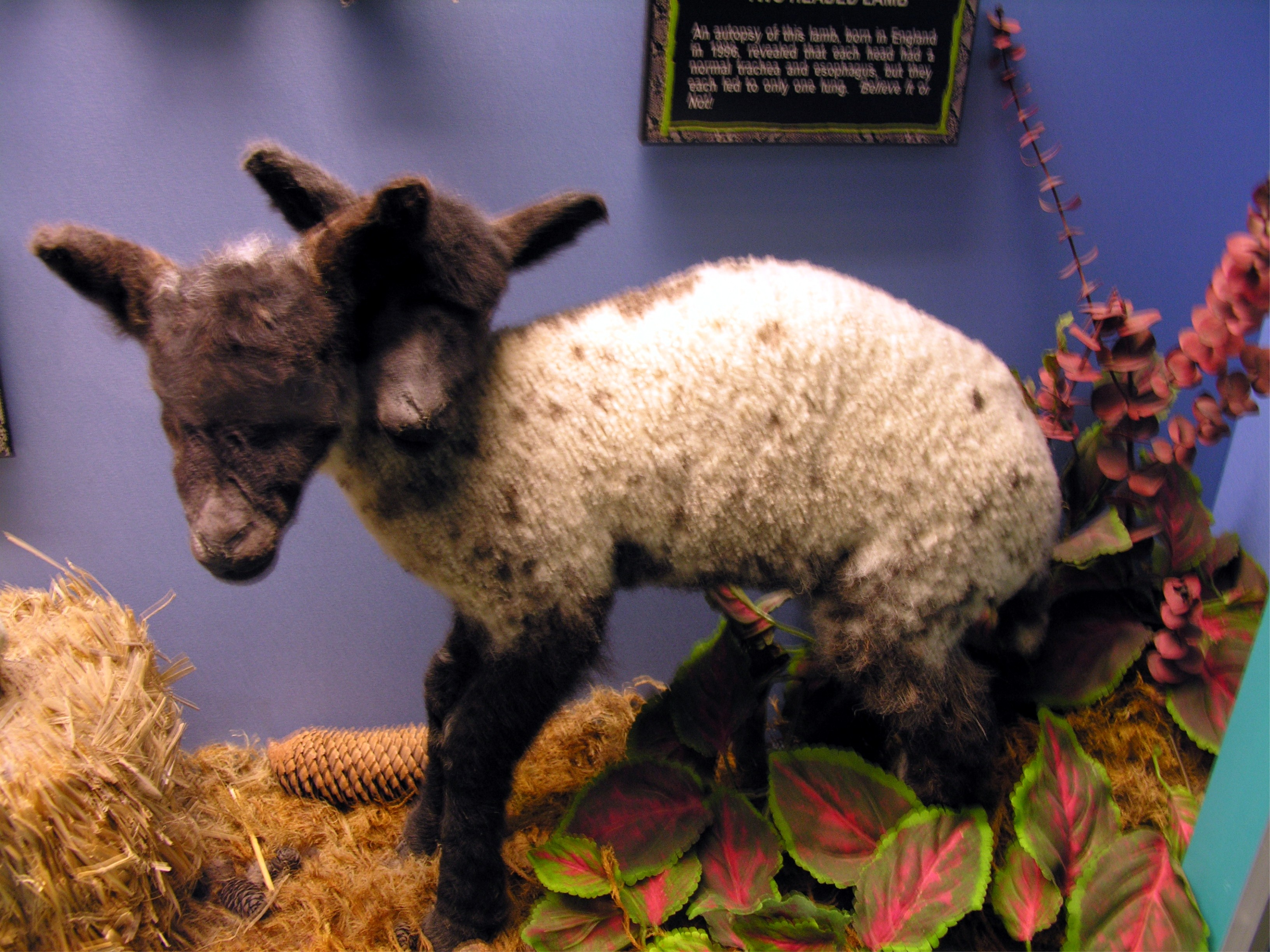
Schaap met twee hoofden.
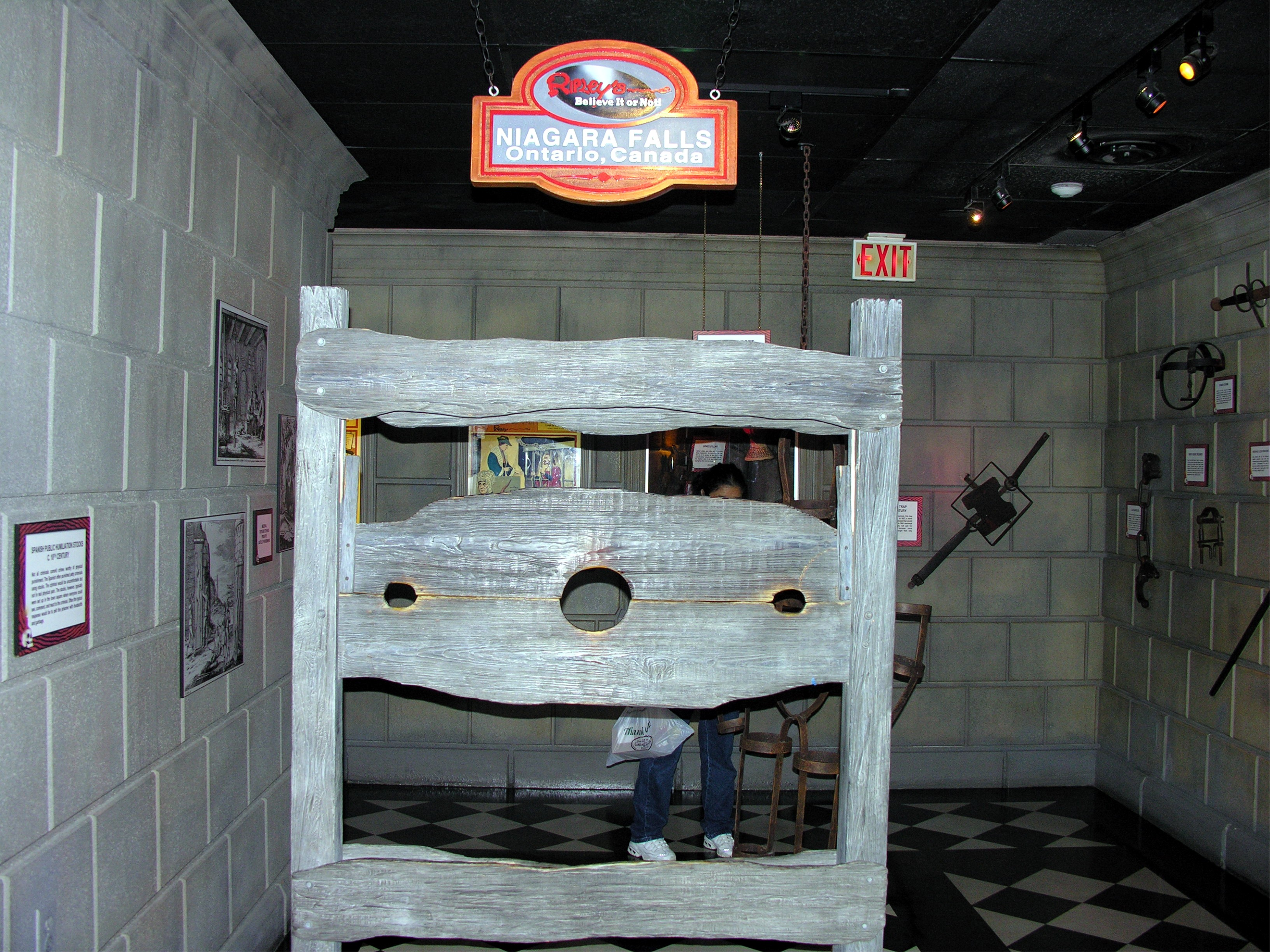
Schavot
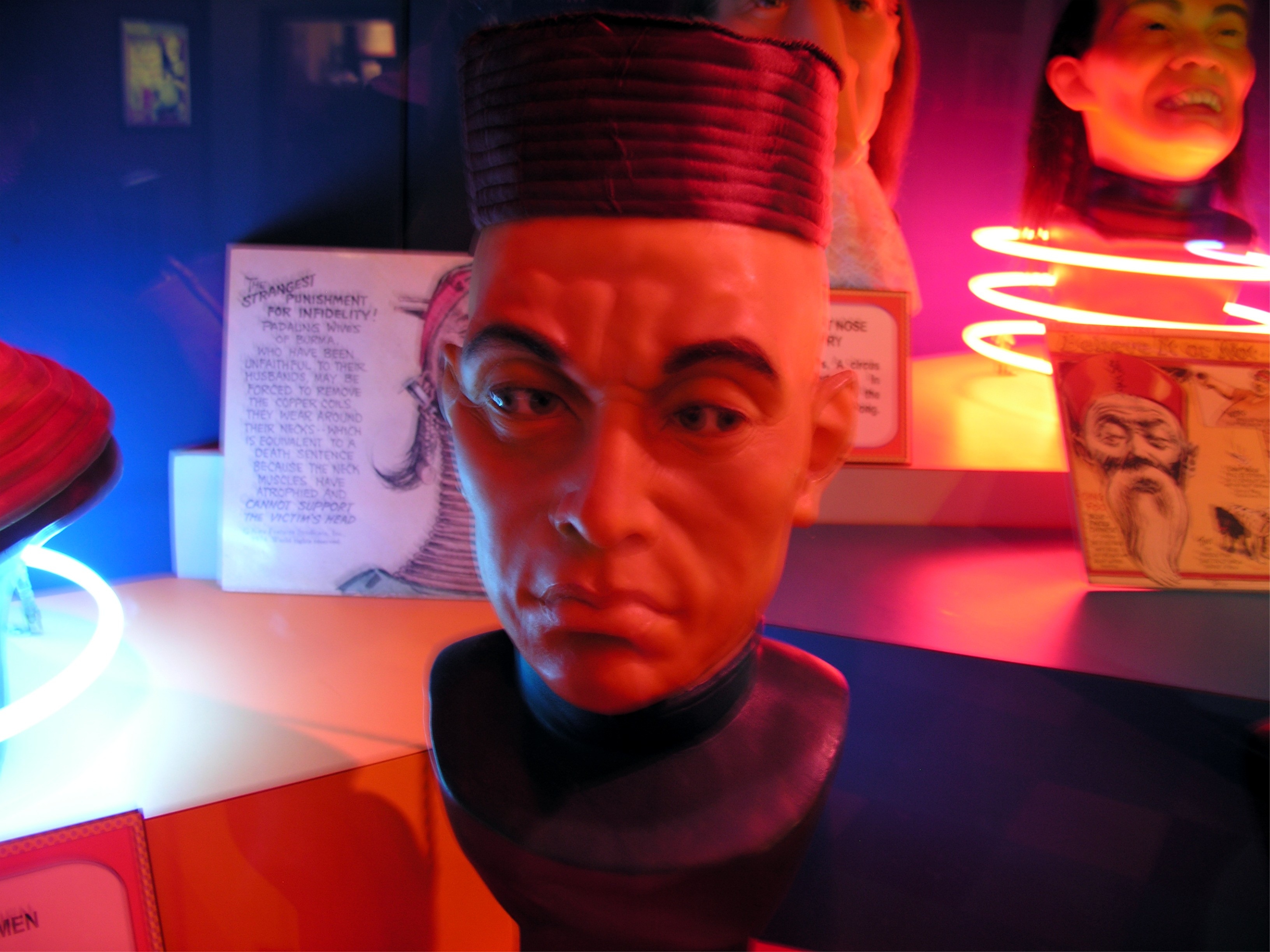
Persoon met meerdere pupillen.
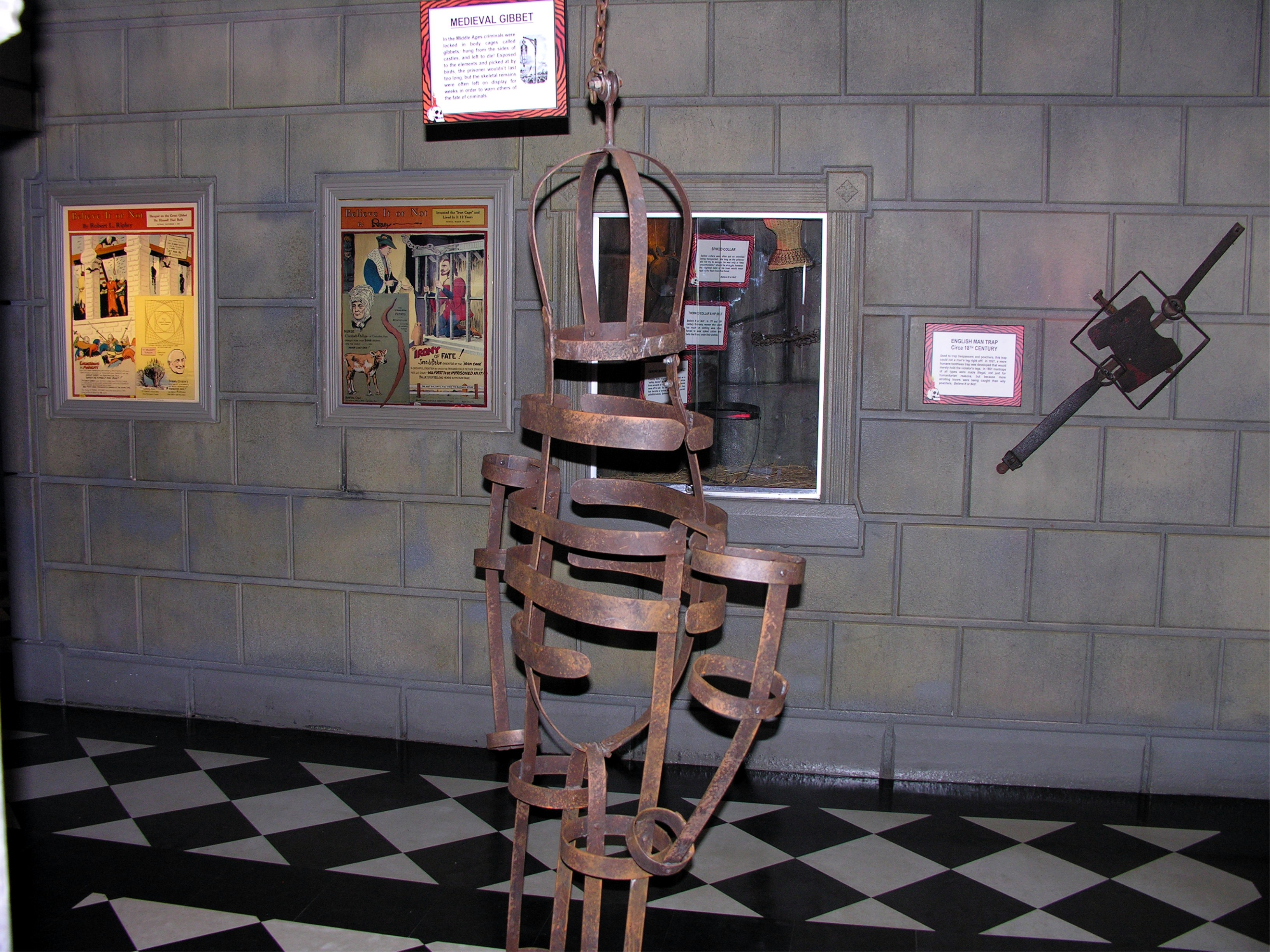
Martelwerktuig
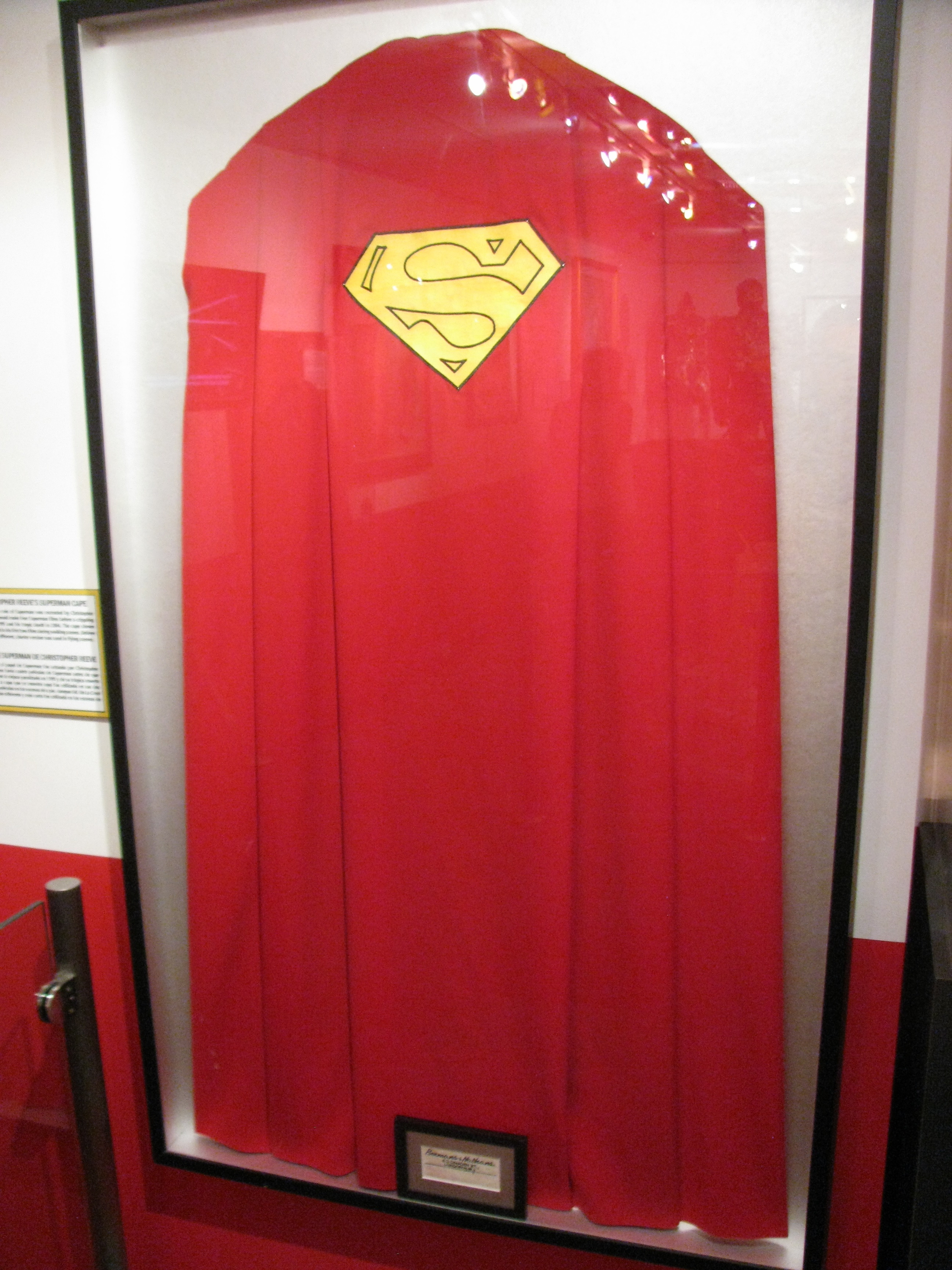
Outfit van superman
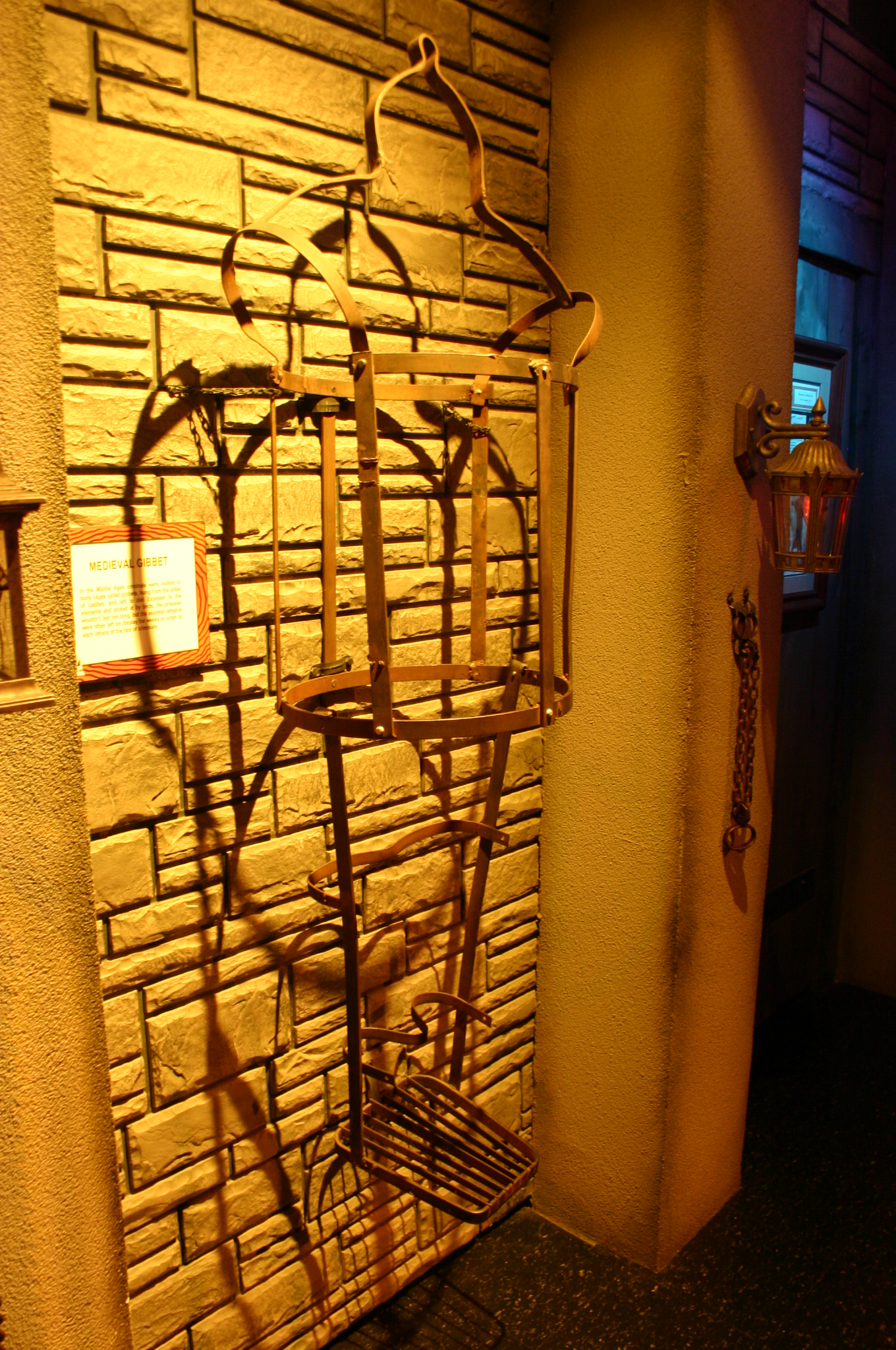
Martelwerktuig
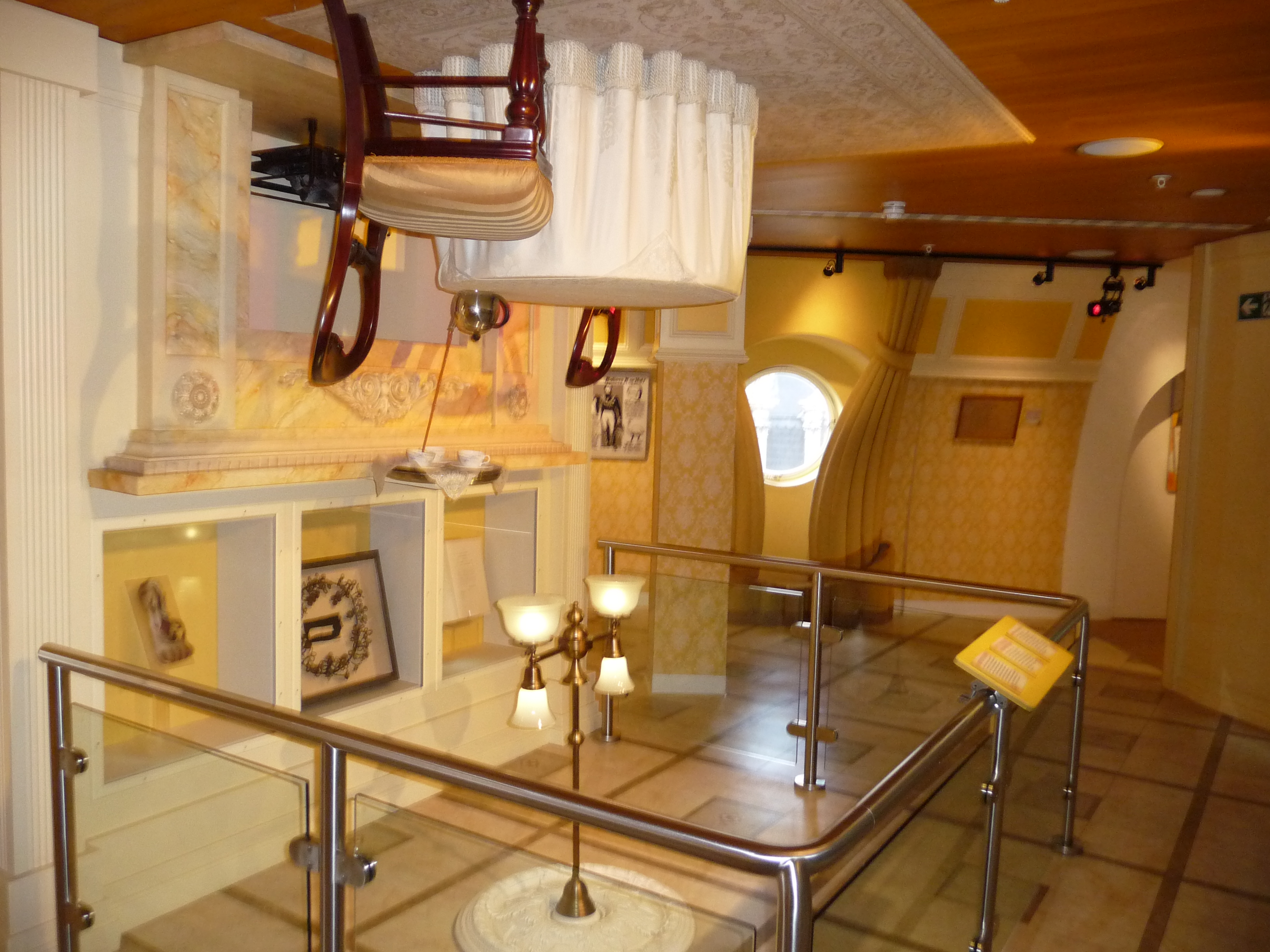
Omgekeerde kamer
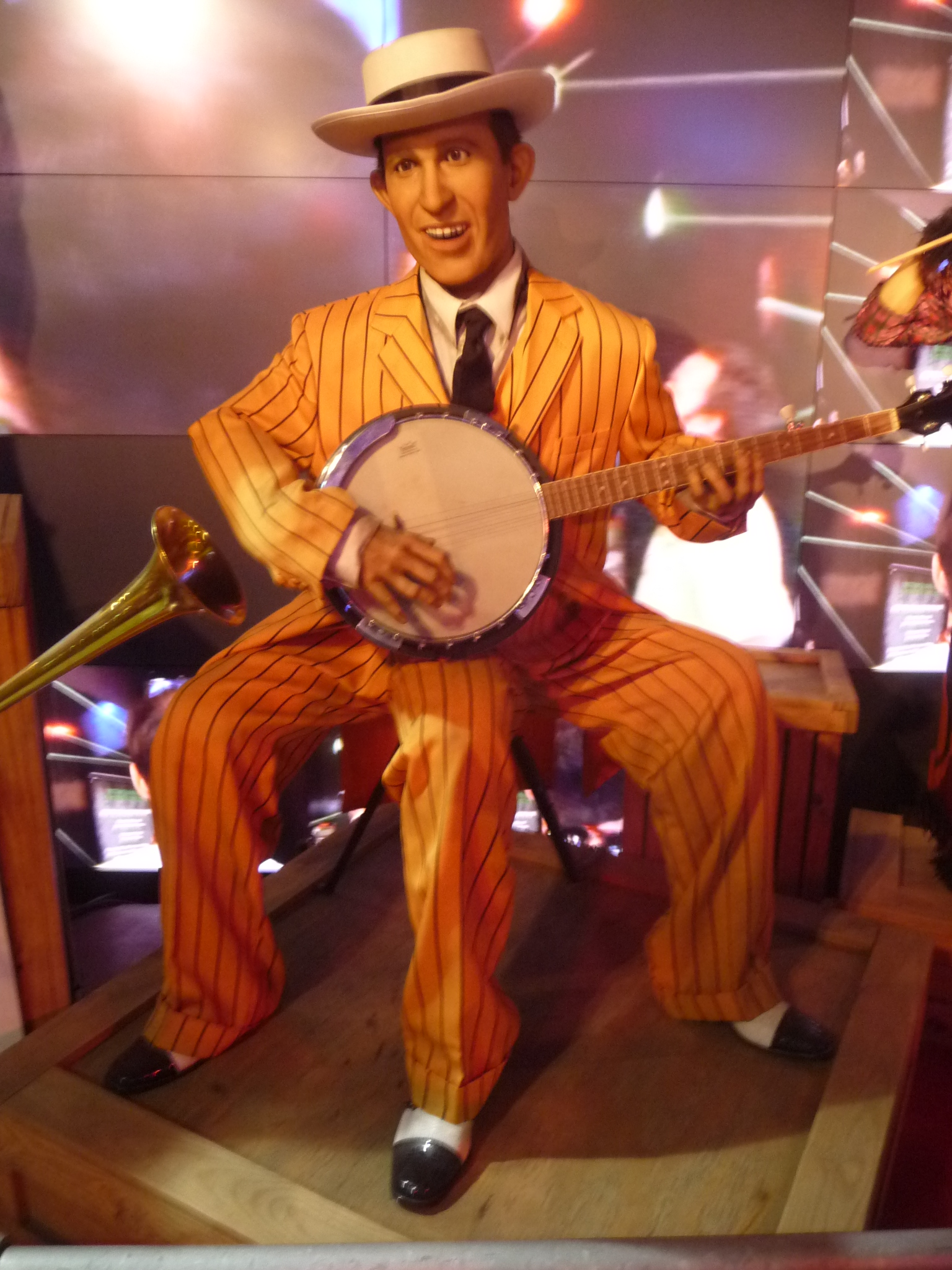
Persoon met drie benen
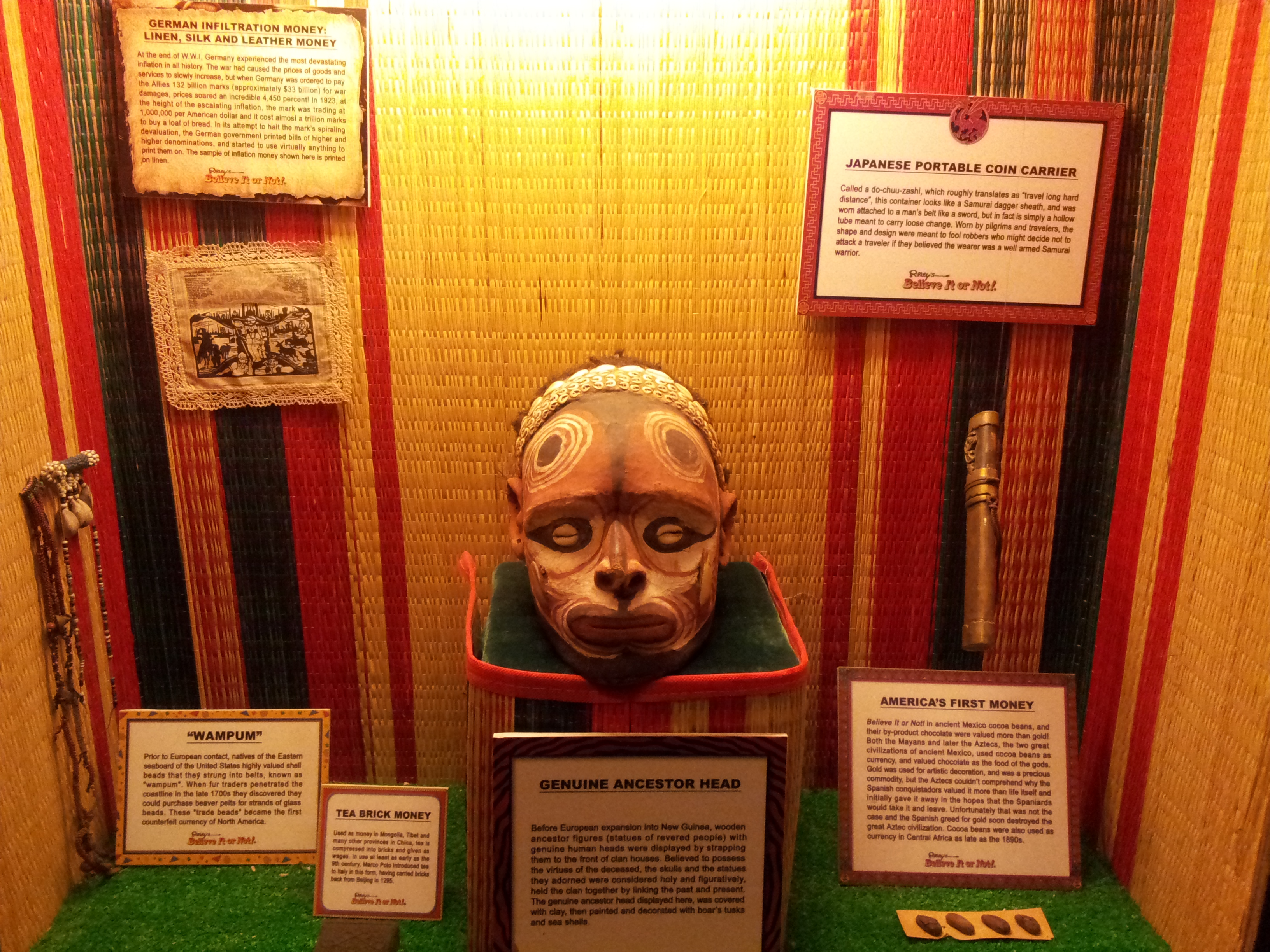
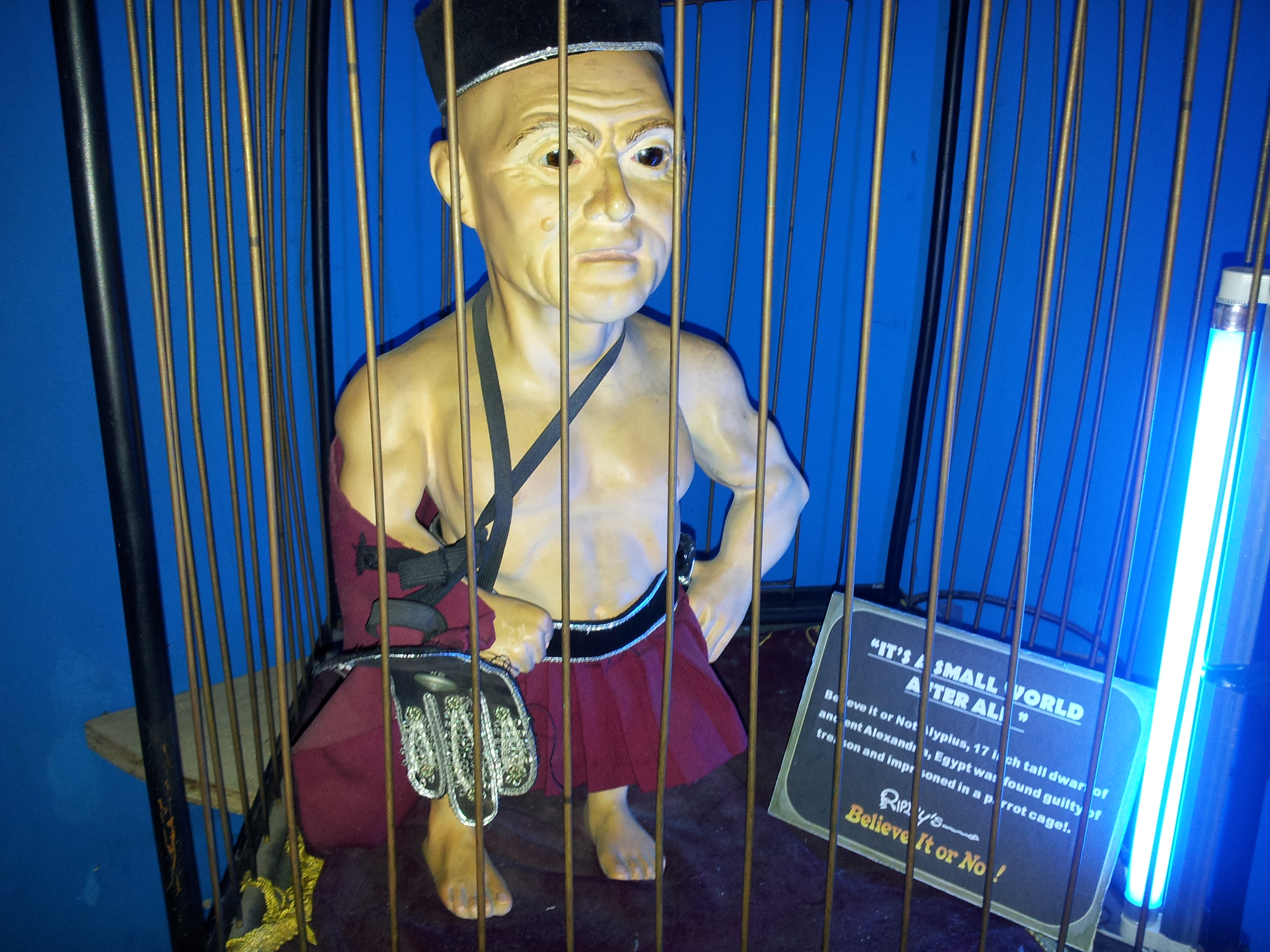